# Annick Le Guérer
Annick Le Guérer, née le 31 janvier 1946 à Paris, est une universitaire historienne, anthropologue et chercheuse  française, spécialiste du domaine des odeurs, des senteurs et des parfums, en Orient et en Occident, dans le monde du sacré et du séculier, depuis l'Antiquité jusqu'à la pandémie de Covid-19 de 2020.

## Biographie
Après des études d'anthropologie à l'université Paris-Descartes, elle prépare et soutient en 1988 une thèse de doctorat intitulée Le sang et l'encens : essai anthropologique sur l'odeur et l'odorat , sous la direction de Louis-Vincent Thomas.
Puis elle enseigne à l'université de Bourgogne, poursuit ses recherches et publications sur les mythes et croyances entourant les odeurs, du point de vue des médecins, des philosophes ou des psychanalystes, ou retrace l'histoire du parfum de l'Antiquité à nos jours, en passant par l'âge d'or de Versailles ou l'époque des Coty, Guerlain, Caron, Chanel, Lanvin ou  Patou,  et participe à des conférences et colloques ainsi qu'à des expositions en tant que consultante. Elle rappelle que le parfum a toujours eu trois fonctions essentielles : religieuse, thérapeutique et séductrice.

## Principales publications
- Les pouvoirs de l'odeur (17 éditions), Éditions Odile Jacob, 2002 (OCLC 77363351)[5],[6].
- Le parfum : des origines à nos jours, (8 éditions), Éditions Odile Jacob, 2005, (OCLC 319903171)[7],[4].
- Si le parfum m'était conté, évoquant l'Osmothèque et ses collections (OCLC 701596411)[8].
- Sur les routes de l'encens,  Éd. du Garde-Temps, 2001, évoquant les produits aromatiques rares et précieux : encens, myrrhe, musc, ambre et autres résines odorantes, à l'origine de la parfumerie, (OCLC 421938429).
- Le parfum et la chair[9].